# 儲姓
儲姓是一個中文姓氏，在《百家姓》中排第211位。
宋朝时期，储姓不足1万，在全国主要分布于福建、江苏、河南、浙江等地，福建为储姓第一大省，约占全国储姓总人口的33%。明朝时期，储姓大约有2万6千人，江苏为储姓第一大省，约占明朝储姓总人口的41%。其次分布于安徽、浙江、宁夏、江西、湖北、湖南等地。当代储姓的人口大约有23万，为第二百六十七位大姓姓氏，大约占中国人口的0.018%。储姓在中国的分布目前主要集中于安徽，其次分布于江苏、上海、湖南、浙江、天津、陕西等地。

## 起源
- 储（Chǔ）姓源出有二：

## 地望分佈
- 江苏省宜兴市一帶
- 安徽省安庆市潜山市一带
- 山西省夏縣一帶

## 外部連結
[在维基数据编辑]
 《百家姓》
 《欽定古今圖書集成·明倫彙編·氏族典·儲姓部》，出自陈梦雷《古今圖書集成》